# Callithomia hezia
Callithomia hezia är en fjärilsart som beskrevs av William Chapman Hewitson 1853. Callithomia hezia ingår i släktet Callithomia och familjen praktfjärilar. Inga underarter finns listade i Catalogue of Life.

## Bildgalleri

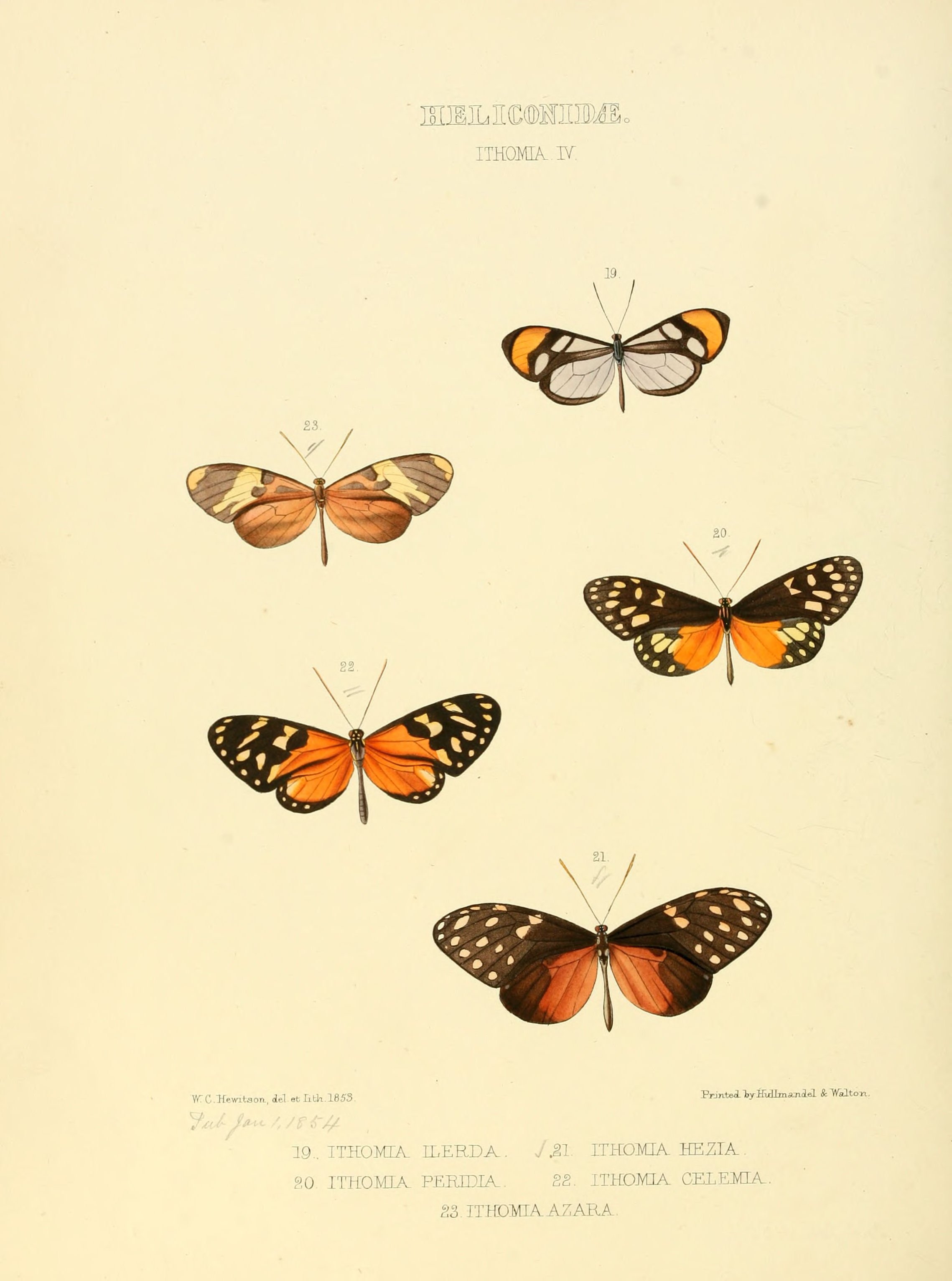
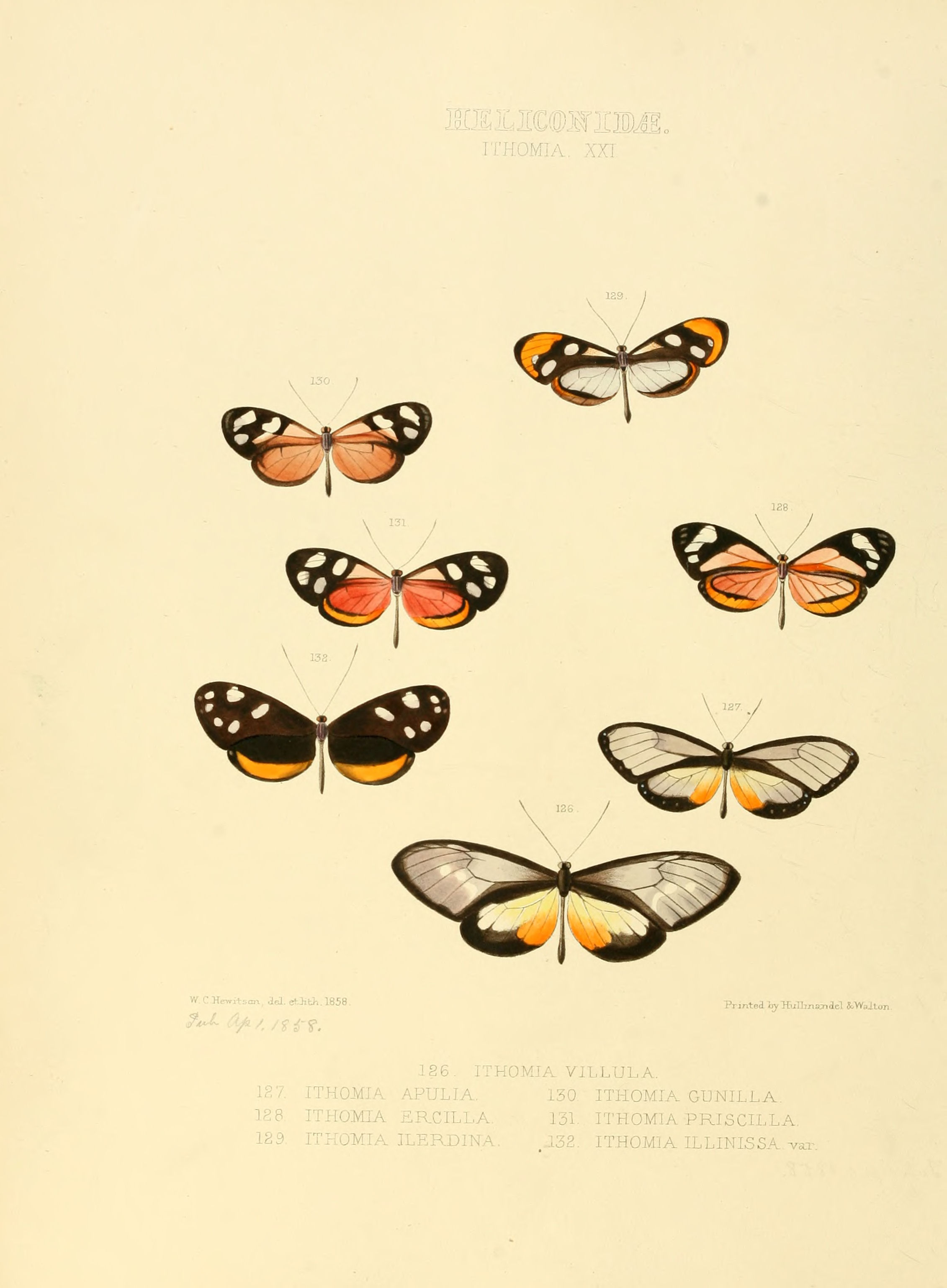
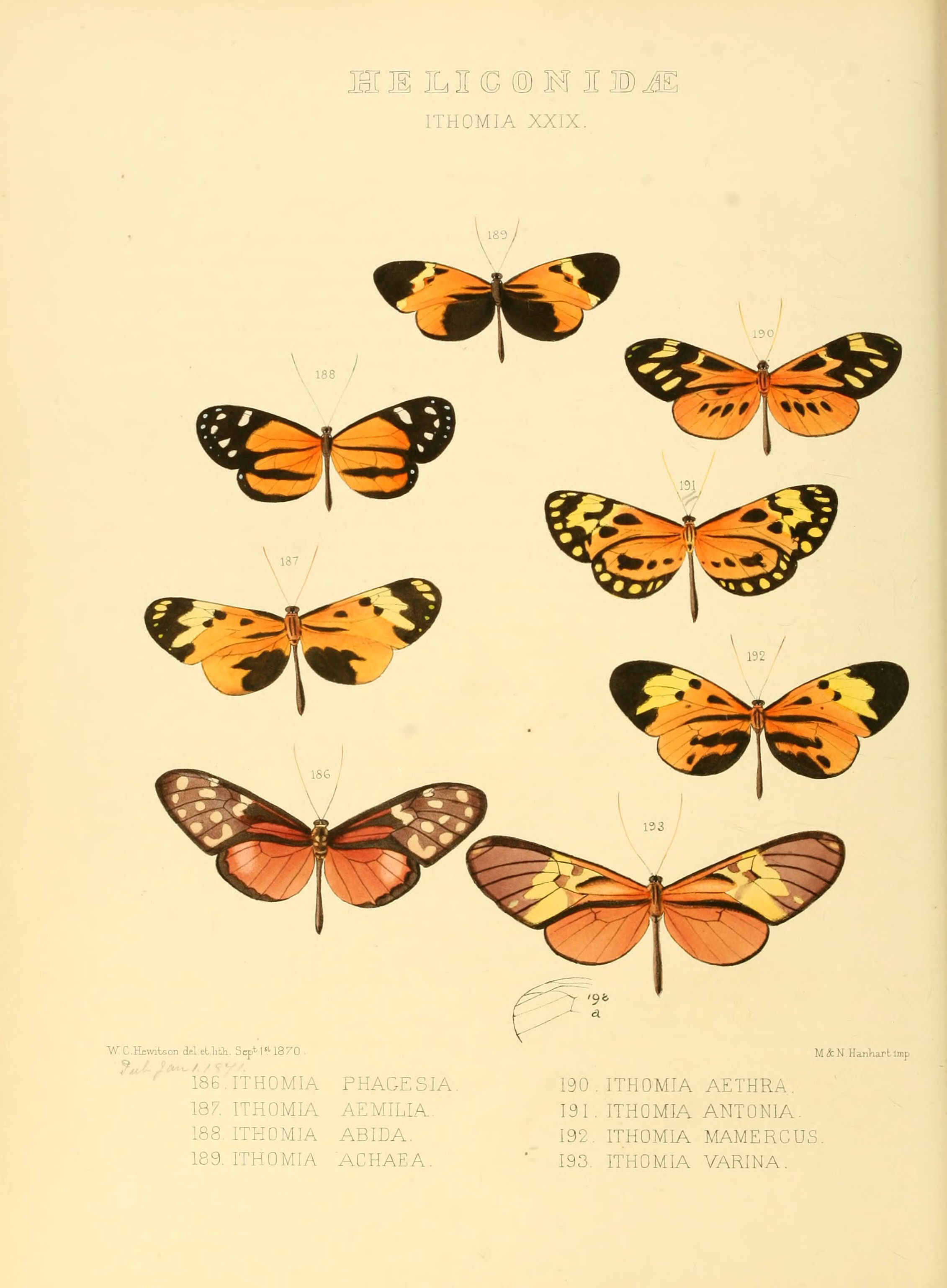
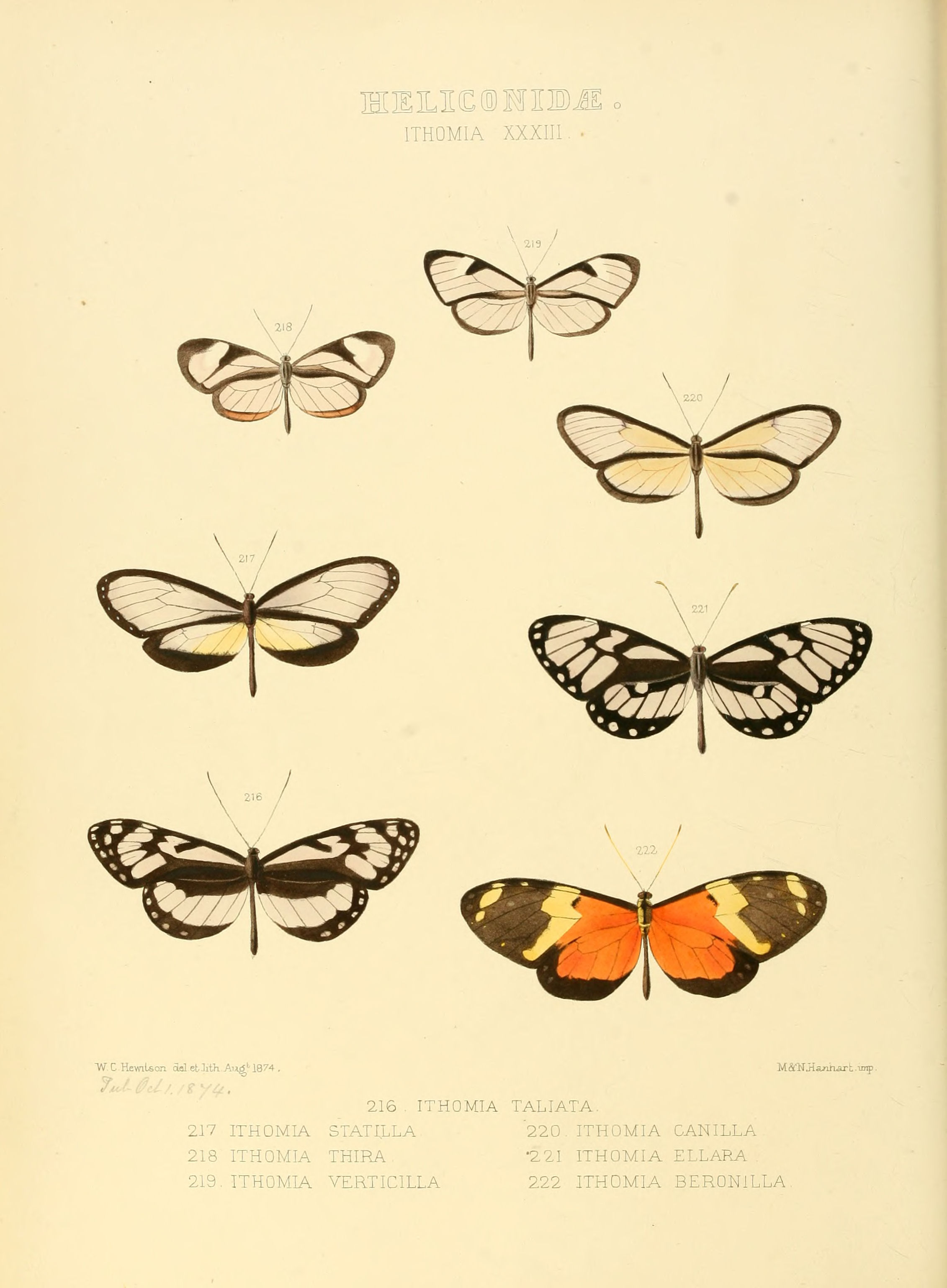